# Michel Vorm
Michel Armand Vorm (* 20. října 1983, Nieuwegein, Nizozemsko) je bývalý nizozemský fotbalový brankář. Účastník MS 2010 v Jihoafrické republice a MS 2014 v Brazílii.

## Klubová kariéra

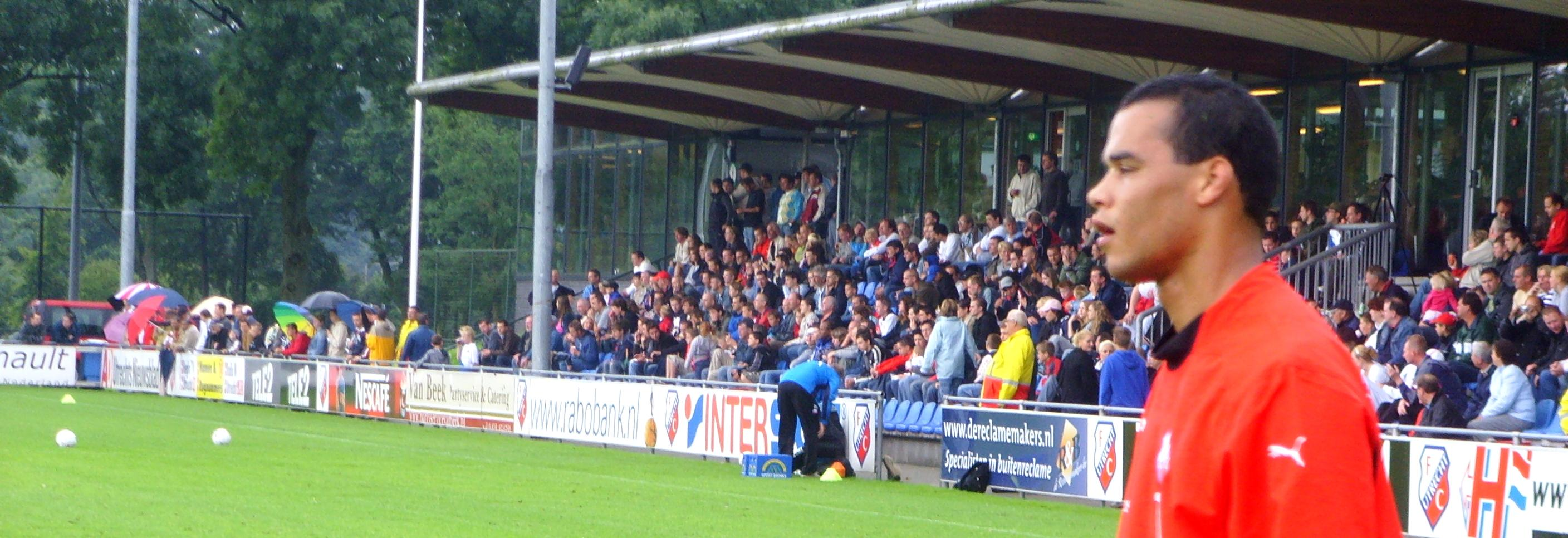
Michel Vorm v soupravě FC Utrecht v sezóně 2008/09.

V Nizozemsku hrál profesionálně za kluby FC Utrecht a FC Den Bosch (zde byl na ročním hostování, přišel v červenci 2005 z mládežnického týmu Utrechtu). V srpnu 2011 přestoupil do velšského klubu Swansea City, nováčka anglické Premier League. V červenci 2014 po mistrovství světa v Brazílii přestoupil do anglického Tottenhamu Hotspur.

## Reprezentační kariéra
Byl členem nizozemských mládežnických výběrů. Zúčastnil se Mistrovství Evropy hráčů do 21 let 2006 v Portugalsku, kde mladí Nizozemci vybojovali svůj první titul v této věkové kategorii, když porazili ve finále Ukrajinu 3:0. Na turnaji nezasáhl ani do jednoho utkání, brankářskou jednotkou byl Kenneth Vermeer.
V nizozemském reprezentačním A-mužstvu debutoval v přátelském zápase proti Japonsku 5. září 2009 v Enschede, odchytal první poločas a neinkasoval žádný gól. Nizozemsko vyhrálo 3:0.

### Mistrovství světa 2010
Nizozemský reprezentační trenér Bert van Marwijk ho nominoval na Mistrovství světa 2010 v Jihoafrické republice, kde Nizozemsko získalo stříbrné medaile po porážce 0:1 ve finále se Španělskem. Nenastoupil ani v jednom utkání, všechny zápasy odchytal Maarten Stekelenburg.

### EURO 2012
Odcestoval s nizozemským týmem na Mistrovství Evropy 2012 v Polsku a na Ukrajině, kde Nizozemsko prohrálo v základní skupině B všechny tři zápasy (v tzv. „skupině smrti“ postupně 0:1 s Dánskem, 1:2 s Německem a 1:2 s Portugalskem) a skončilo na posledním místě. Nepředstavil se v žádném zápase na šampionátu, mezi tyčemi se činil opět Maarten Stekelenburg, brankářská jednička nizozemského týmu.

### Mistrovství světa 2014
Trenér Louis van Gaal jej vzal na Mistrovství světa 2014 v Brazílii, mimo něj byli nominováni i brankáři Jasper Cillessen z Ajaxu Amsterdam a Tim Krul z Newcastle United FC. Na turnaji byl až třetím v pořadí. Nizozemci se dostali do boje o třetí místo proti Brazílii, vyhráli 3:0 a získali bronzové medaile. Vorm vystřídal v závěru utkání za rozhodlého stavu Jaspera Cillessena, aby okusil atmosféru šampionátu. Byl poslední, který si z týmu na MS ještě nezahrál, trenér tímto nasadil v průběhu turnaje všech 23 hráčů nizozemské soupisky.